# Culture KidZ
Culture KidZ er et dansk kulturprojekt for børn og unge. Projektet opstod i København i 2002. Kulturhuset Kapelvej 44 var i starten projektets hjemsted. Senere udvidede projektet til også at have aktiviteter på Østerbro, Vanløse og Islands Brygge. 
Aktiviteterne er oftest undervisningsforløb og kulturarrangementer. I 2005 kom Culture KidZ StreetZ til. StreetZ er et gadeprojekt for børn og unge, fortrinsvis på Nørrebro. Aktiviteterne i dette projekt er Panna+ (som er et to-personers fodboldspil på en speciel ottekantet bane.), hiphop-dans, breakdance og gadeaktiviteter. Projektet modtager støtte fra Integrationsministeriet, Københavns Kommune og EU.